# Quatuor à cordes no 3 de Stenhammar
Pour les articles homonymes, voir Quatuor à cordes nº 3.

Le Quatuor à cordes no 3 en fa majeur opus 18 est une composition de musique de chambre de Wilhelm Stenhammar. Composé en 1900, il est créé le 17 avril 1903 à Stockholm. Il est dédié à Louis Glass.

## Structure
1. Quasi andante
2. Scherzo: Presto moto agitato
3. Lento sostenuto
4. Presto molto agitato

- Durée d'exécution: trente minutes